# Дэддс, Грэм
Грэм Бассетт Дэддс (англ. Graham Bassett Dadds; 16 марта 1911, Суонси — 8 марта 1980, Суонси) — валлийский и британский хоккеист на траве, вратарь. Бронзовый призёр летних Олимпийских игр 1952 года.

## Биография
Грэм Дэддс родился 16 марта 1911 года в британском городе Суонси.
Играл в хоккей на траве за «Суонси Номадс».
В 1952 году вошёл в состав сборной Великобритании по хоккею на траве на летних Олимпийских играх в Хельсинки и завоевал бронзовую медаль. Играл на позиции вратаря, провёл 1 матч, пропустил 1 мяч от сборной Пакистана.
В 1932—1955 годах провёл за сборную Уэльса по хоккею на траве 32 матча, что на тот момент было рекордом, а также 8 матчей за сборную Великобритании.
В 1956 году завершил игровую карьеру.
Был президентом Ассоциации хоккея на траве Уэльса.
Умер 8 марта 1980 года в Суонси.